# Sutherland Spaceport
De Sutherland Spaceport, ook bekend als Space Hub Sutherland of UK Vertical Launch (UKVL) Sutherland, is anno 2024 een commerciële lanceerbasis in aanbouw in het Schotse graafschap Sutherland. De ruimtehaven zal aanvankelijk de lanceerbasis zijn voor de Orbex Prime.  De ruimtehaven bevindt zich op het schiereiland A' Mhòine ten noordwesten van het dorp Tongue. De eerste steen werd gelegd op 5 mei 2023.